# Lourdes Daniel
Lourdes Daniel (* 19. Februar 1947 in Dehu Road) ist ein indischer Geistlicher und emeritierter römisch-katholischer Bischof von Nashik.

## Leben
Lourdes Daniel empfing am 19. April 1980 die Priesterweihe.
Papst Benedikt XVI. ernannte ihn am 8. Juni 2007 zum Bischof von Amravati. Der Erzbischof von Delhi, Abraham Viruthakulangara, spendete ihm am 2. August desselben Jahres die Bischofsweihe; Mitkonsekratoren waren Valerian D’Souza, Bischof von Poona, und Edwin Colaço, Bischof von Aurangabad.
Der Papst ernannte ihn am 11. November 2010 zum Bischof von Nashik.
Am 30. Dezember 2023 nahm Papst Franziskus seinen altersbedingten Rücktritt an.